# Liste der Biografien/Schmid, S
Liste der Biografien |
Portal Biografien |
S Personensuche
# |
A |
B |
C |
D |
E |
F |
G |
H |
I |
J |
K |
L |
M |
N |
O |
P |
Q |
R |
S |
T |
U |
V |
W |
X |
Y |
Z |
?
 
Sa |
Sb |
Sc |
Sd |
Se |
Sf |
Sg |
Sh |
Si |
Sj |
Sk |
Sl |
Sm |
Sn |
So |
Sp |
Sq |
Sr |
Ss |
St |
Su |
Sv |
Sw |
Sy |
Sz
 
Sca–Sce |
Sch |
Sci–Scz
 
Scha |
Schc |
Schd |
Sche |
Schg |
Schi |
Schj |
Schk |
Schl |
Schm |
Schn |
Scho |
Schp |
Schr |
Schs |
Scht |
Schu |
Schv |
Schw |
Schy
 
Schma |
Schme |
Schmi |
Schmo |
Schmu |
Schmy
 
Schmic |
Schmid |
Schmie |
Schmig |
Schmik |
Schmil |
Schmin |
Schmir |
Schmis |
Schmit
 
Schmida |
Schmidb |
Schmide |
Schmidf |
Schmidg |
Schmidh |
Schmidi |
Schmidj |
Schmidk |
Schmidl |
Schmidm |
Schmidp |
Schmidr |
Schmids |
Schmidt |
Schmid, A |
Schmid, B |
Schmid, C |
Schmid, D |
Schmid, E |
Schmid, F |
Schmid, G |
Schmid, H |
Schmid, I |
Schmid, J |
Schmid, K |
Schmid, L |
Schmid, M |
Schmid, N |
Schmid, O |
Schmid, P |
Schmid, R |
Schmid, S |
Schmid, T |
Schmid, U |
Schmid, V |
Schmid, W |
Schmid, Y
Die Liste der Biografien führt alle Personen auf, die in der deutschsprachigen Wikipedia einen Artikel haben. Dieses ist eine Teilliste mit 28 Einträgen von Personen, deren Namen mit den Buchstaben „Schmid, S“ beginnt.

## Schmid, S

### Schmid, Sa
- Schmid, Samuel (1632–1706), deutscher Pädagoge und Autor
- Schmid, Samuel (* 1947), Schweizer Politiker (SVP, BDP)Samuel Schmid (* 1947)

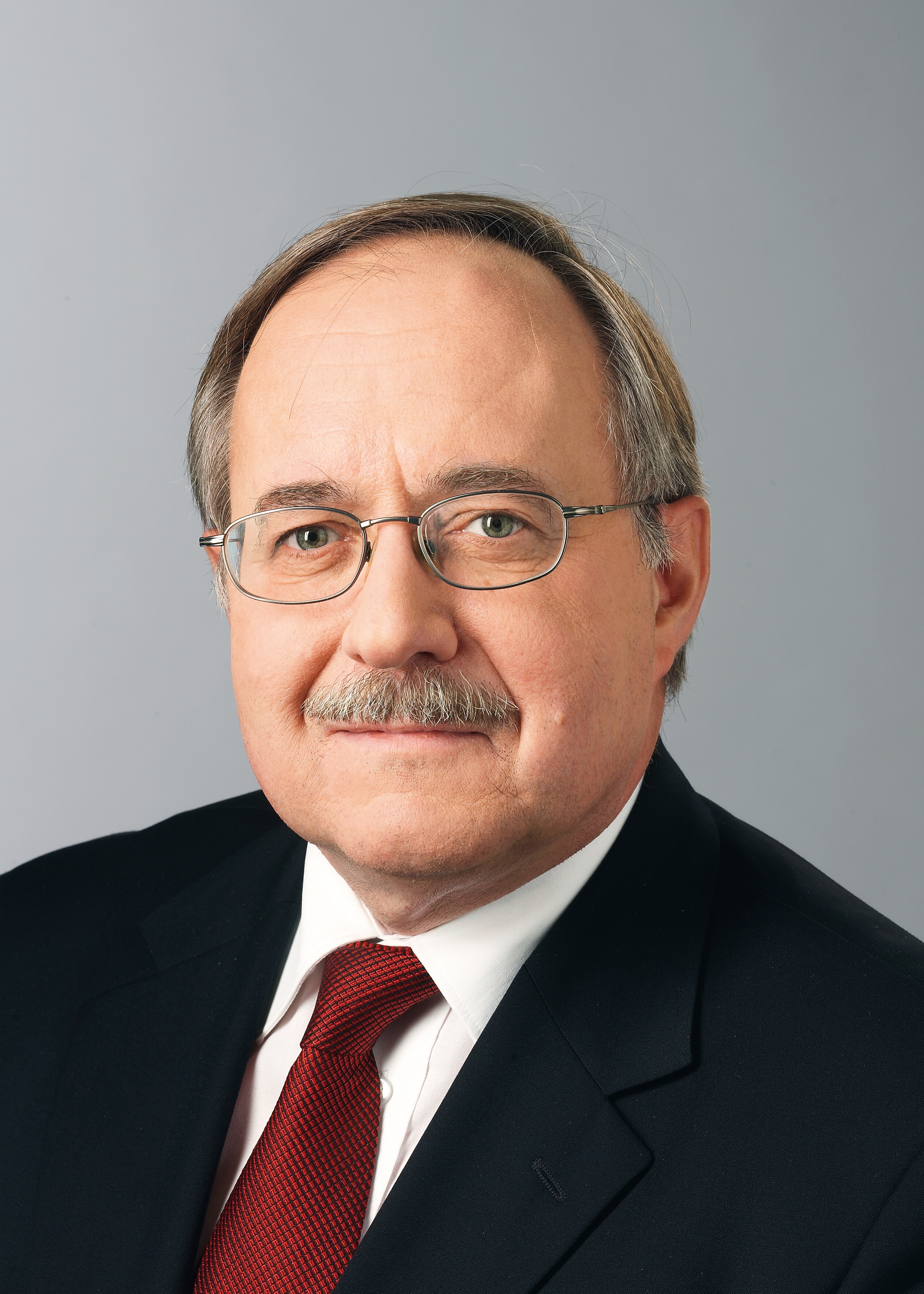
Samuel Schmid (* 1947)

- Schmid, Samuel (* 1972), Schweizer Politiker (SLB)
- Schmid, Sandra L. (* 1958), kanadisch-US-amerikanische Molekular- und Zellbiologin
- Schmid, Sascha (* 1993), Schweizer Politiker der Schweizerischen Volkspartei (SVP)

### Schmid, Se
- Schmid, Sebastian (1533–1586), Schweizer Pfarrer, Astronom und Kartograf
- Schmid, Senta Maria (1908–1992), deutsche Choreografin
- Schmid, Sepp (1908–1992), deutscher Architekt

### Schmid, Sh
- Schmid, Shahanah (* 1976), Schweizer Schachspielerin

### Schmid, Si
- Schmid, Siegfried (1774–1859), deutscher Schriftsteller, Soldat in österreichischen Diensten
- Schmid, Siegfried (* 1961), deutscher Orgelbauer
- Schmid, Sigi (1953–2018), deutschamerikanischer Fußballtrainer
- Schmid, Silvan (* 1986), Schweizer Jazzmusiker (Trompete)
- Schmid, Simone (* 1979), Schweizer Drehbuchautorin

### Schmid, So
- Schmid, Sonja Lena (* 1981), deutsche Cellistin und Hochschullehrerin

### Schmid, St
- Schmid, Stefan (* 1970), deutscher Leichtathlet
- Schmid, Stefan (* 1981), deutscher Triathlet
- Schmid, Stefan (* 1986), deutscher Triathlet
- Schmid, Stefan Karl (* 1984), deutsch-isländischer Musiker (Klarinette, Sopran- und Tenorsaxophon, Komposition) des Modern Jazz
- Schmid, Stefan M. (* 1943), Schweizer Geologe mit dem Schwerpunkt Tektonik
- Schmid, Stefanie (* 1972), deutsche Schauspielerin
- Schmid, Steffi (* 2005), deutsche Fußball- und Tennisspielerin
- Schmid, Stephan, Schweizer Philosoph
- Schmid, Stephan G. (* 1967), Schweizer Klassischer Archäologe

### Schmid, Su
- Schmid, Susi (* 1960), deutsche Hockeyspielerin
- Schmid, Susy (* 1964), Schweizer Krimiautorin

### Schmid, Sv
- Schmid, Sven (* 1969), Schweizer Eishockeyspieler
- Schmid, Sven (* 1978), deutscher Degenfechter